# Love Is a Many-Splendored Thing
 Love Is a Many-Splendored Thing és una pel·lícula estatunidenca dirigida per Henry King, estrenada el 1955.

## Argument
1949, La guerra civil arrasa la Xina i fugint del conflicte dels refugiats xinesos arriben tots els dies a Hong Kong. Vídua d'un oficial nacionalista, la doctora euroasiàtica Han Suyin es dedica completament al seu treball al Victoria Hospital. S'enamora del corresponsal de guerra estatunidenc Mark Elliott. Mark és casat però viu separat de la seva dona. La seva relació provoca remolins en el seu cercle com el doctor Sen, amic de Han, que li retreu que traeixi els seus. A l'hospital, se li aconsella fins i tot trencar si no vol perdre el seu treball. Han desafiarà els prejudicis racials i les convencions socials per amor a Mark. Però el periodista és cridat a Corea on la guerra acaba d'esclatar. Han s'assabenta de la seva mort causada per un bombardeig, i decideix d'entrar a la Xina.

## Repartiment
- Jennifer Jones: Han Suyin
- William Holden: Mark Elliot
- Torin Thatcher: Mr Palmer Jones
- Isobel Elsom: Adeline Palmer Jones
- Murray Matheson: El doctor John Keith
- Virginia Gregg: Ann Richards
- Richard Loo: Robert Hung
- Soo Yong: Nora Hung
- Kam Tong: El doctor Sen
- Philip Ahn: 3r oncle
- Jorja Curtright:Suzanne
- Donna Martell:Suchen Germana De Han
- Salvador Baguez: Vicente, director de l'hotel

## Premis i nominacions

### Premis
- Oscar al millor vestuari per Charles Le Maire
- Oscar a la millor cançó per Sammy Fain (música) i Paul Francis Webster (lletra) per la cançó "Love Is a Many-Splendored Thing"
- Oscar a la millor banda sonora per Alfred Newman

### Nominacions
- Oscar a la millor pel·lícula per Buddy Adler
- Oscar a la millor actriu per Jennifer Jones
- Oscar a la millor fotografia per Leon Shamroy
- Oscar a la millor direcció artística per Lyle R. Wheeler, George W. Davis, Walter M. Scott, Jack Stubbs
- Oscar al millor so per Carlton W. Faulkner (20th Century-Fox)